# Night-Glo
Albums de Carla Bley, avec Steve Swallow
Heavy Heart
(1984) Sextet
(1987)
Night-Glo est un album de la pianiste et compositrice de jazz américaine Carla Bley avec le bassiste Steve Swallow, sorti en 1985 chez Watt/ECM.

## À propos de l'album
Si Heavy Heart, le précédent album de Carla Bley, se voulait d'une « humeur douce et sensuelle », la description correspond mieux à Night-Glo, qui se rapproche de l'easy listening ou de la fuzak,. L'album est publié alors que le couple formé par Carla Bley et Steve Swallow s'officialise, chaque morceau décrit une étape de l'amour, de la déclaration à l'acte sexuel.

## Réception critique
Pour Richard S. Ginell (AllMusic), « c'est un joli album, réalisé avec talent, mais parfois interminable ». 
Tyran Grillo est moins réservé, pour qui Bley montre « un sens aigu de la transition, de progression de la solitude à la camaraderie ».

## Liste des pistes
Toute la musique est composée par Carla Bley.
| No | Titre                                                  | Durée |
| -- | ------------------------------------------------------ | ----- |
| 1. | Pretend You're in Love                                 | 4:30  |
| 2. | Night-Glo                                              | 6:45  |
| 3. | Rut                                                    | 7:37  |
| 4. | Crazy With You                                         | 5:13  |
| 5. | Wildlife - Horns - Paws Without Claws - Sex With Birds | 12:33 |

## Personnel
- Carla Bley : orgue, synthétiseur
- Steve Swallow : guitare basse
- Randy Brecker : trompette, bugle
- Paul McCandless (en) : hautbois, cor anglais, clarinette basse, saxophone soprano, saxophone ténor, saxophone baryton
- John Clark (en) : cor
- Tom Malone : trombone
- David Taylor : trombone basse
- Larry Willis : piano, piano électrique
- Hiram Bullock : guitare
- Victor Lewis (en) : batterie
- Manolo Badrena : percussions